# 亚洲象
亚洲象（學名：Elephas maximus）是象的一种，锡兰象是亚洲象的指名亚种。亚洲象為IUCN红色名录中的濒危物种之一。

## 外形
亚洲象比起非洲象要小一些，分辨这两种大象的最容易的方法是觀察其耳朵，亞洲象的耳朵要小一些。亚洲象能够长到2-4公尺高，重量可达3000-5000公斤，是亞洲體型最大的陸上哺乳動物，雌象的體型比雄性較小。亞洲象鼻端有一個呈手指狀的突出物，由於此突出物有大量的神經細胞，因此使象鼻像人類的手指一樣靈活。雄性的亚洲象长有象牙，而雌象即使有象牙亦不是太突出。有一定比例的雄性亚洲象不长象牙，这一比例可能与它们在过去受到的捕猎压力有关。
亚洲象的耳朵比較小、較圓，前腳有5隻腳趾，後腳有4隻腳趾，共有19對肋骨（其中蘇門答臘象有20對，比非洲象多一對），頭骨有兩個突起，背脊拱起。性情溫和，比較容易馴服。在野外，老虎、豹和人類是亞洲象的主要敵人。亞洲象每群由數頭到數十頭象不等，牠們沒有固定的棲息地點，分佈範圍亦廣。

## 分佈
亞洲象主要棲息地，為東南亞和南亞這些熱帶地區的印度、尼泊爾、斯里蘭卡、緬甸、泰國、越南、印尼和馬來西亞等十三個國家，大約四十四萬平方公里的土地上。古代從西亞的兩河流域，往東延伸到中國的黃河流域，都曾經有牠們活躍的蹤影。現今中國境內其自然栖息地自清朝以后就被压缩到云南无量山、哀牢山以南的西雙版納、普洱和临沧一带。不过近年来其活动北界可达玉溪、昆明之间。

## 用途
亞洲象在南亞國家經常被馴服用來役使，在交通不方便的森林地帶搬運木材等。在古代時，亚洲象亦被訓練為戰象，馬其頓的亞歷山大大帝進攻印度時，就遇上印度的戰象。現代，則有於2003年以86歲高齡去世的林旺，牠曾在抗日戰爭中為日軍與國軍搬運物資，後遷居臺灣木柵動物園。

## 歷史文化
在中国传统文化里，“象”与“祥”字谐音，故而大象被赋予了更多吉祥的寓意。
亞洲象在古代中國不單是南方鄰國進貢的禮品，皇家多馴養象用於典禮時顯示威儀，甚至用來戰爭。古時在黃河流域，亚洲象仍是用來耕田的家畜。在《呂氏春秋》中，亦記載了商王曾經騎象攻打東夷部族。

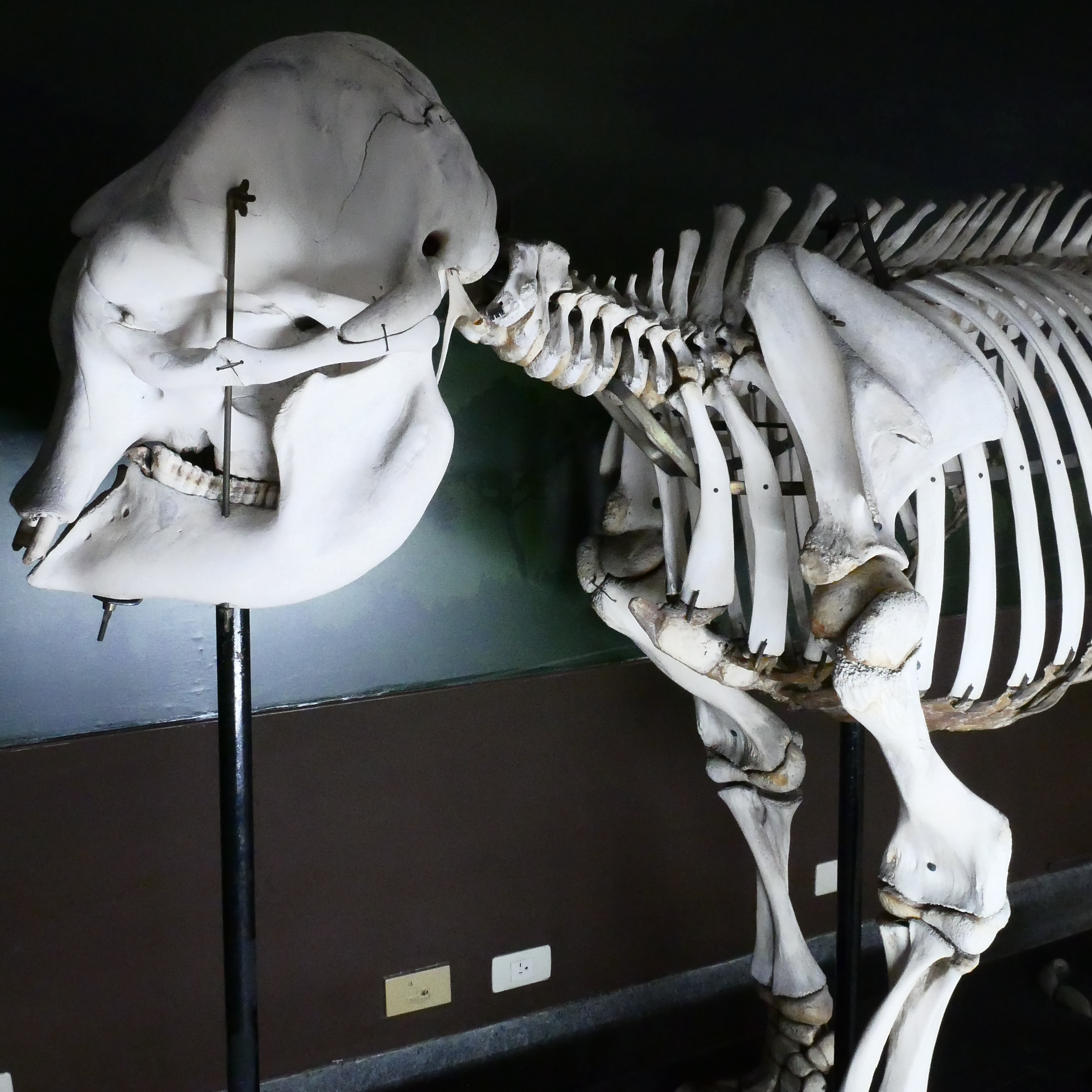
亞洲象骨骼標本（國立臺灣大學動物博物館藏）

亞洲象在印度次大陸及其他地區的文化中亦起著重要作用，在五卷書、本生中都提到了大象。在印度教中，象頭神是一位重要神祗。大象也是因陀羅的坐騎。
在南亞和東南亞的佛教文化圈中，亞洲象具有重要的文化意義。亞洲象在緬甸、泰國、柬埔寨、寮國、斯里蘭卡等國受到尊崇。在緬甸生肖中，第四位和第五位分別是長牙象和無牙象。泰國生肖第四位為大象，在僧伽羅生肖中則位列第二，傣族的生肖中則位列第十二。
在泰國，象是國家的象徵。泰國很多府的府徽上都有象的圖案。傳說白象為古時泰北的蘭納王國帶來幸運，自此成為泰國的國寶。泰國皇室勳章級數最高的是皇家白象勳章。現時在泰國主要用象來作交通工具，亦可像車輛般的出租。

## 亞種
- 婆羅洲象 E. m. borneensis Deraniyagala, 1950：分布於婆罗洲
- 印度象 E. m. indicus Cuvier, 1798：分布於南亞和東南亞。
- 錫蘭象 E. m. maximus Linnaeus, 1758：分布於斯里蘭卡。
- 蘇門答臘象 E. m. sumatrensis Temminck, 1847：分布於蘇門答臘。

婆羅洲象分佈于婆罗洲，但2003年的DNA研究顯示婆羅洲象其實是源自巽他群岛的驯化种群，因此當作為进化显著单元來單獨研究。

## 扩展阅读
- 《大象：世界的支柱》，Robert Delort原著，蔡鴻濱譯，台北：時報文化，1996年出版　ISBN 957-13-2185-0